# Henri-Edmond Cross
Henri-Edmond Cross, născut Henri-Edmond-Joseph Delacroix, (n. 20 mai 1856, Douai, Nord-Pas-de-Calais, Franța – d. 16 mai 1910, Le Lavandou, Provence-Alpes-Côte d'Azur, Franța) a fost un pictor și gravor francez. Este apreciat mai ales ca maestru al neoimpresionismului și a jucat un rol important în modelarea celei de-a doua etape a acelei mișcări. A avut o influență semnificativă asupra lui Henri Matisse și a multor alți artiști. Opera sa a fost esențială în dezvoltarea fauvismului.

## Context și educație
Henri-Edmond-Joseph Delacroix s-a născut la Douai, comună în departamentul Nord din nordul Franței, la 20 mai 1856. Nu a avut frați supraviețuitori. Părinții săi, cu un istoric de familie în domeniul fierăriei, au fost Alcide Delacroix, un aventurier francez, și britanica Fanny Woollett.
În 1865, familia s-a mutat într-o locație de lângă Lille, un oraș din nordul Franței, aproape de granița cu Belgia. Vărul lui Alcide, Dr. Auguste Soins, a recunoscut talentul artistic al lui Henri și i-a susținut foarte mult înclinațiile sale artistice, finanțând chiar primele lecții de desen ale băiatului sub îndrumarea pictorului Carolus-Duran⁠(d) în anul următor. Henri a fost protejatul lui Duran timp de un an. Studiile sale au continuat pentru o scurtă perioadă de timp la Paris, în 1875, cu François Bonvin înainte de a se întoarce la Lille. A studiat la École des Beaux-Arts, iar în 1878 s-a înscris la Écoles Académiques de Dessin et d'Architecture, studiind timp de trei ani în atelierul lui Alphonse Colas. Educația sa artistică a continuat, sub îndrumarea colegului său din Douai, Émile Dupont-Zipcy, după ce s-a mutat la Paris în 1881.

## Activitatea timpurie

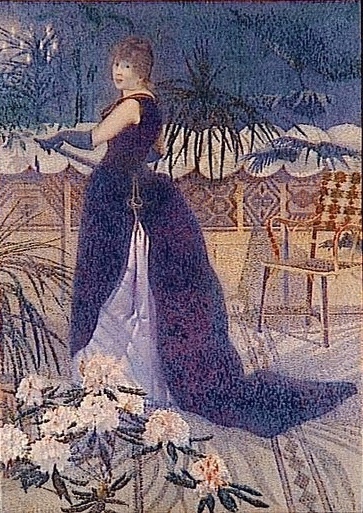
Madame Hector France, 1891, Muzeul d'Orsay

Primele lucrări ale lui Cross, portrete și naturi statice, erau în culorile întunecate ale realismului. Pentru a se distinge de faimosul pictor romantic Eugène Delacroix, și-a schimbat numele în 1881, scurtând și anglicizant numele său de naștere în „Henri Cross”. – cuvântul francez croix înseamnă cruce.  1881 a fost, de asemenea, anul primei sale expoziții la Salon des Artistes Français⁠(d). A pictat multe peisaje în timpul unei călătorii din 1883 în Alpes-Maritimes, însoțit de familia sa. Dr. Soins, care a fost și el în călătorie, a fost subiectul unei picturi pe care Cross a expus-o la Expoziția Universelle din Nisa mai târziu în cursul anului. În timpul călătoriei în Marea Mediterană, Cross l-a întâlnit pe Paul Signac, care i-a devenit un prieten apropiat și o influență artistică.
În 1884, Cross a co-fondat Société des Artistes Indépendants⁠(d), care era alcătuită din artiști nemulțumiți de practicile Salonului⁠(d) oficial și a prezentat expoziții fără premii. Acolo, a întâlnit și s-a împrietenit cu mulți artiști implicați în mișcarea neo-impresionistă, printre care Georges Seurat, Albert Dubois-Pillet și Charles Angrand. În ciuda asocierii sale cu neoimpresionistii, Cross nu a adoptat stilul acestora timp de mulți ani. Lucrările sale au continuat să manifeste influențe asupra unor pictori precum Jules Bastien-Lepage și Édouard Manet, precum și asupra pictorilor impresioniștilor. Schimbarea față de lucrările sale timpurii, sumbre și realiste, a fost treptată. Paleta sa de culori a devenit mai deschisă, lucrând în culorile mai vii ale impresionismului. A lucrat, de asemenea, en plein air. În ultima parte a anilor 1880, el a pictat peisaje pure care au arătat influența lui Claude Monet și Camille Pissarro. În jurul anului 1886, încercând din nou să se diferențieze de un alt artist francez – de data asta, Henri Cros – și-a schimbat din nou numele, adoptând în cele din urmă „Henri-Edmond Cross”.

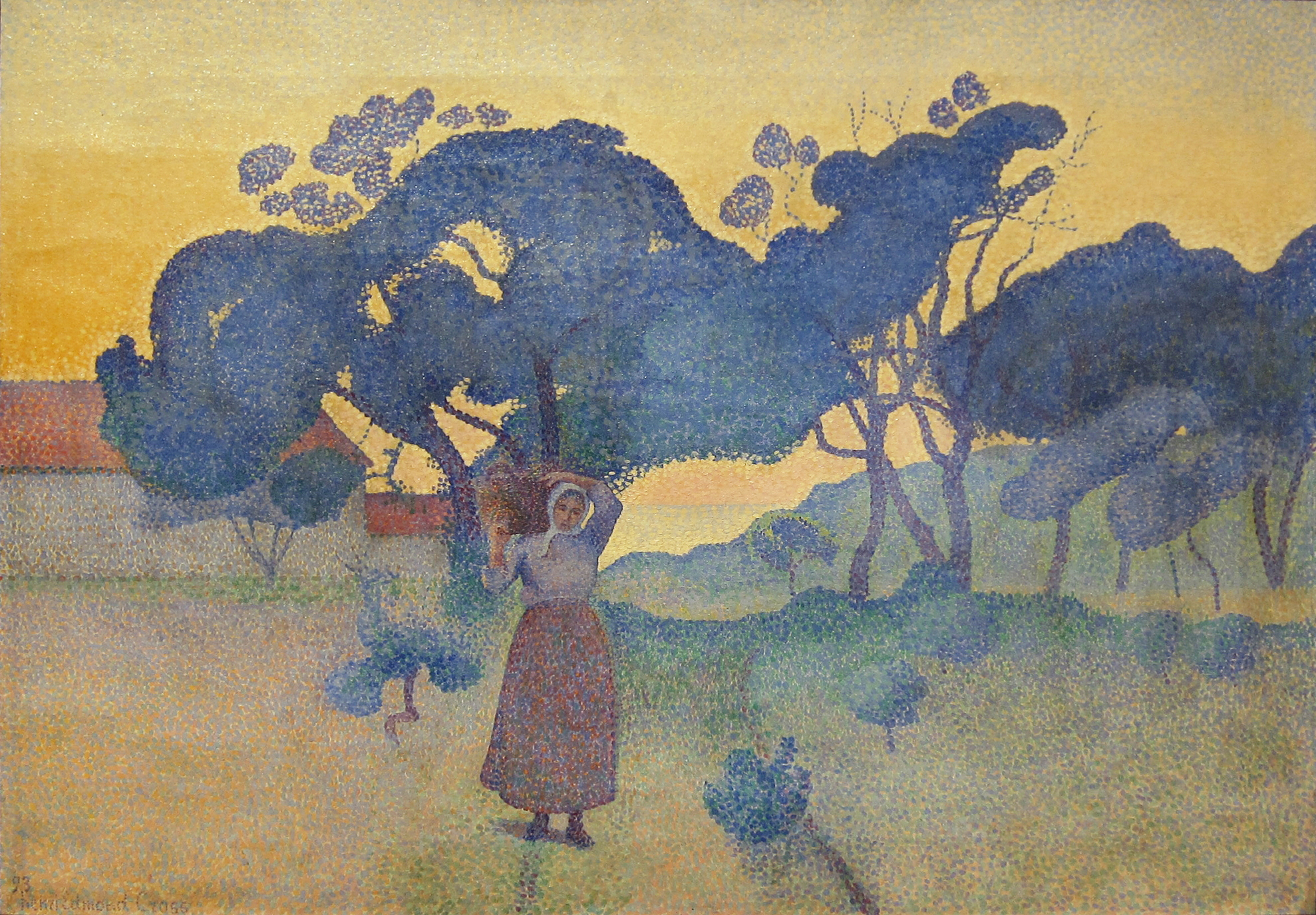
Ferma, seara, 1893, colecție privată

În 1891, Cross a început să picteze în stil neo-impresionist și a expus prima sa lucrare de mari dimensiuni folosind această tehnică într-o expoziție a Independenților. Acea pictură era un portret divizionist al doamnei Hector France, născută Irma Clare, pe care Cross o cunoscuse în 1888 și se va căsători în 1893. Robert Rosenblum a scris că „tabloul este ușor încărcat cu o strălucire granulară, atmosferică”.
Cross a iernat în sudul Franței începând cu 1883 până când, suferind de reumatism, s-a mutat în cele din urmă acolo definitiv în 1891. Lucrările sale au fost expuse în continuare la Paris. Prima sa reședință în sudul Franței a fost în Cabasson, lângă Le Lavandou, apoi s-a stabilit la mică distanță, în micul cătun Saint-Clair, unde și-a petrecut restul vieții, plecând doar pentru călătorii în Italia în 1903 și 1908 și pentru expozițiile sale anuale Indépendants la Paris. În 1892, prietenul lui Cross, Paul Signac, s-a mutat în apropiere de Saint-Tropez, unde au organizat frecvent întâlniri în grădina lui Cross, la care au participat artiști precum Henri Matisse, André Derain și Albert Marquet⁠(d).

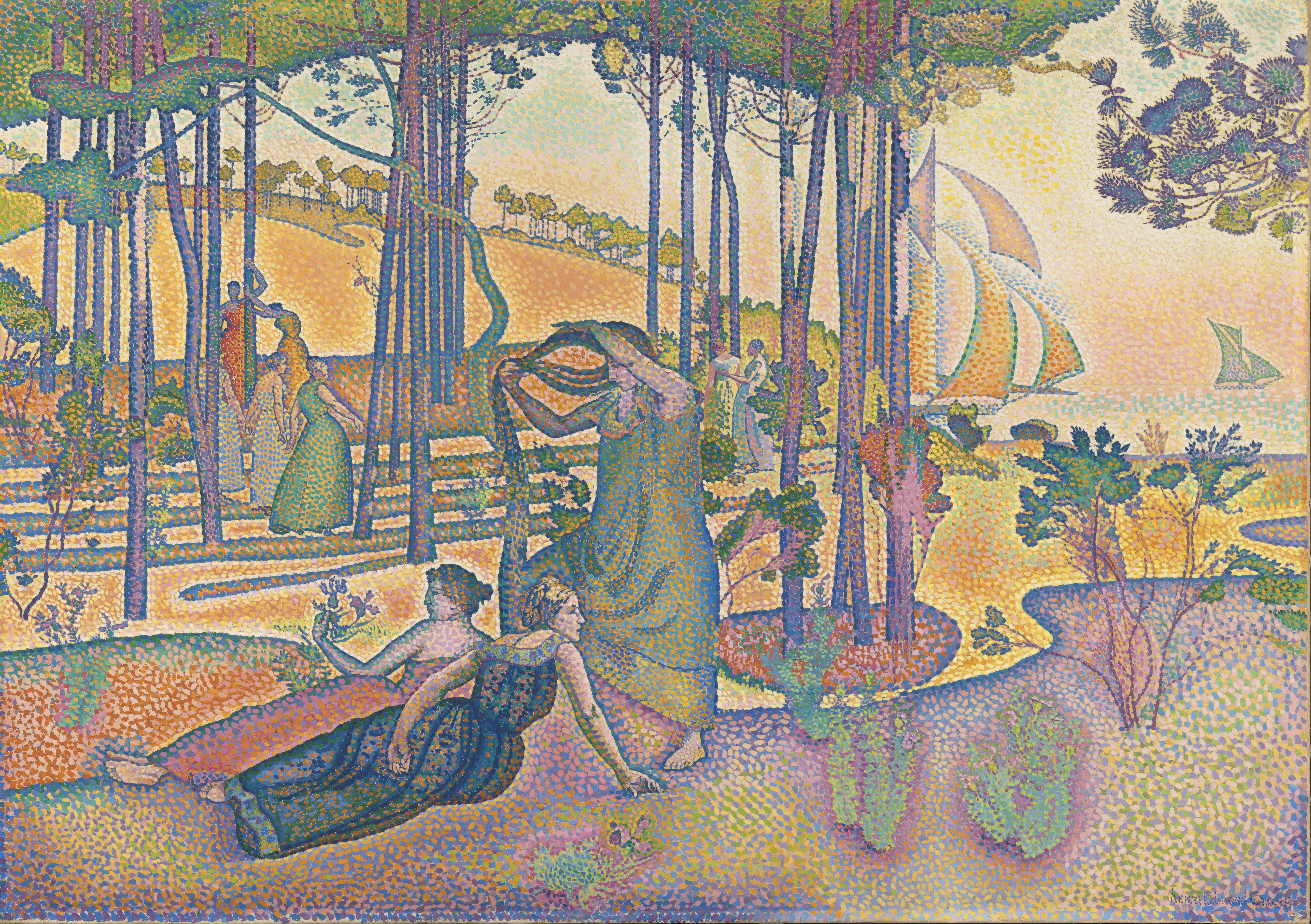
L'air du soir, c. 1893, Muzeul d'Orsay

Afinitatea lui Cross cu mișcarea neo-impresionistă s-a extins dincolo de stilul de pictură și a inclus filozofia politică a acesteia. La fel ca Signac, Pissarro și alți neoimpresioniști, Cross credea în principiile anarhiste, cu speranța într-o societate utopică. În 1896, Cross a creat o litografie, L'Errant (Rătăcitorul). Aceasta a fost prima dată când a lucrat cu un editor, iar lucrarea a fost prezentată anonim în Les Temps Nouveaux, jurnalul anarhist al lui Jean Grave⁠(d). Sentimentele anarhiste ale lui Cross i-au influențat alegerea subiectelor: a pictat scene care ilustrează o lume utopică care ar putea exista prin anarhism.
Procesul de creare a picturilor divizioniste cu numeroase puncte mici de culoare a fost anevoios și a necesitat mult timp. Când Cross dorea să descrie impresii rapide, crea imagini în acuarelă sau creion colorat în caietele sale de schițe. El a scris despre o excursie rustică în Franța:
„„Oh! Ce am văzut într-o fracțiune de secundă în timp ce mergeam cu bicicleta în seara asta! Trebuia să notez aceste lucruri trecătoare... o notare rapidă în acuarelă și creion: o tamponare informală de culori, tonuri și nuanțe contrastante, toate pline de informații pentru a face o acuarelă frumoasă a doua zi, în liniștea atelierului.””

## Ultimii ani

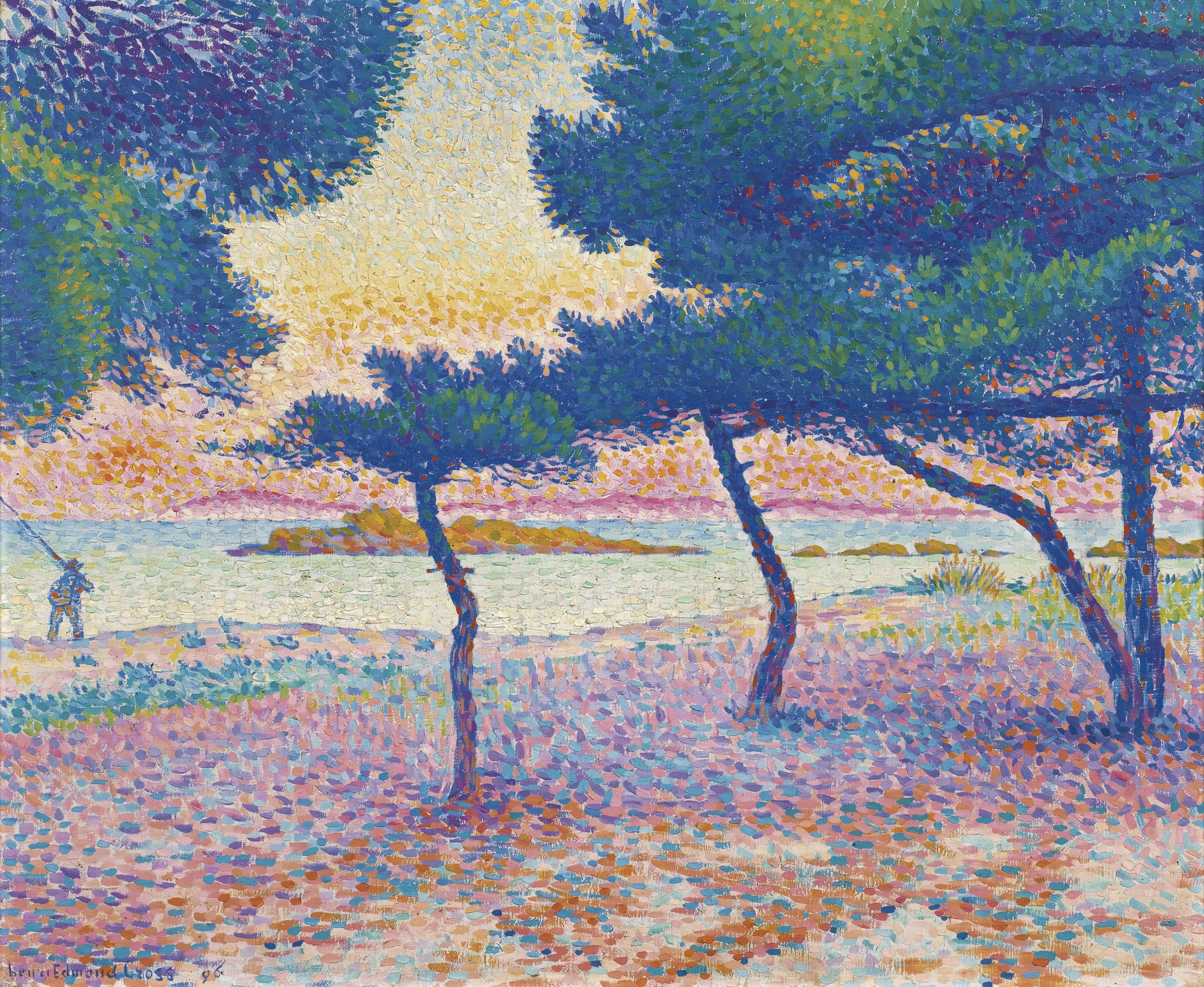
La Plage de Saint-Clair, 1896

Picturile lui Cross de la începutul până la mijlocul anilor 1890 sunt caracteristice pointillismului, cu mici puncte de culoare poziționate strâns și regulat. Începând din jurul anului 1895, și-a schimbat treptat tehnica, folosind în schimb tușe largi, în bloc, lăsând mici zone de pânză goală între tușe. Suprafețele rezultate semănau cu mozaicurile, iar picturile pot fi văzute ca precursoare ale fauvismului și cubismului. În stilul pointillist se foloseau pete minuscule de vopsea  pentru a amesteca armonios culorile; în schimb, strategia în „neoimpresionismul de a doua generație” era de a păstra culorile separate, rezultând „efecte vizuale vibrante și strălucitoare prin contrast”. Cross a afirmat că neo-impresioniștii erau „mult mai interesați să creeze armonii de culori pure, decât să armonizeze culorile unui anumit peisaj sau ale unei scene naturale”. Matisse și alți artiști au fost foarte influențați de Cross aflat la final de carieră, iar astfel de lucrări au fost esențiale în formarea principiilor fauvismului. Printre ceilalți artiști influențați de Cross s-au numărat André Derain, Henri Manguin⁠(d), Charles Camoin⁠(d), Albert Marquet⁠(d), Jean Puy⁠(d) și Louis Valtat⁠(d).

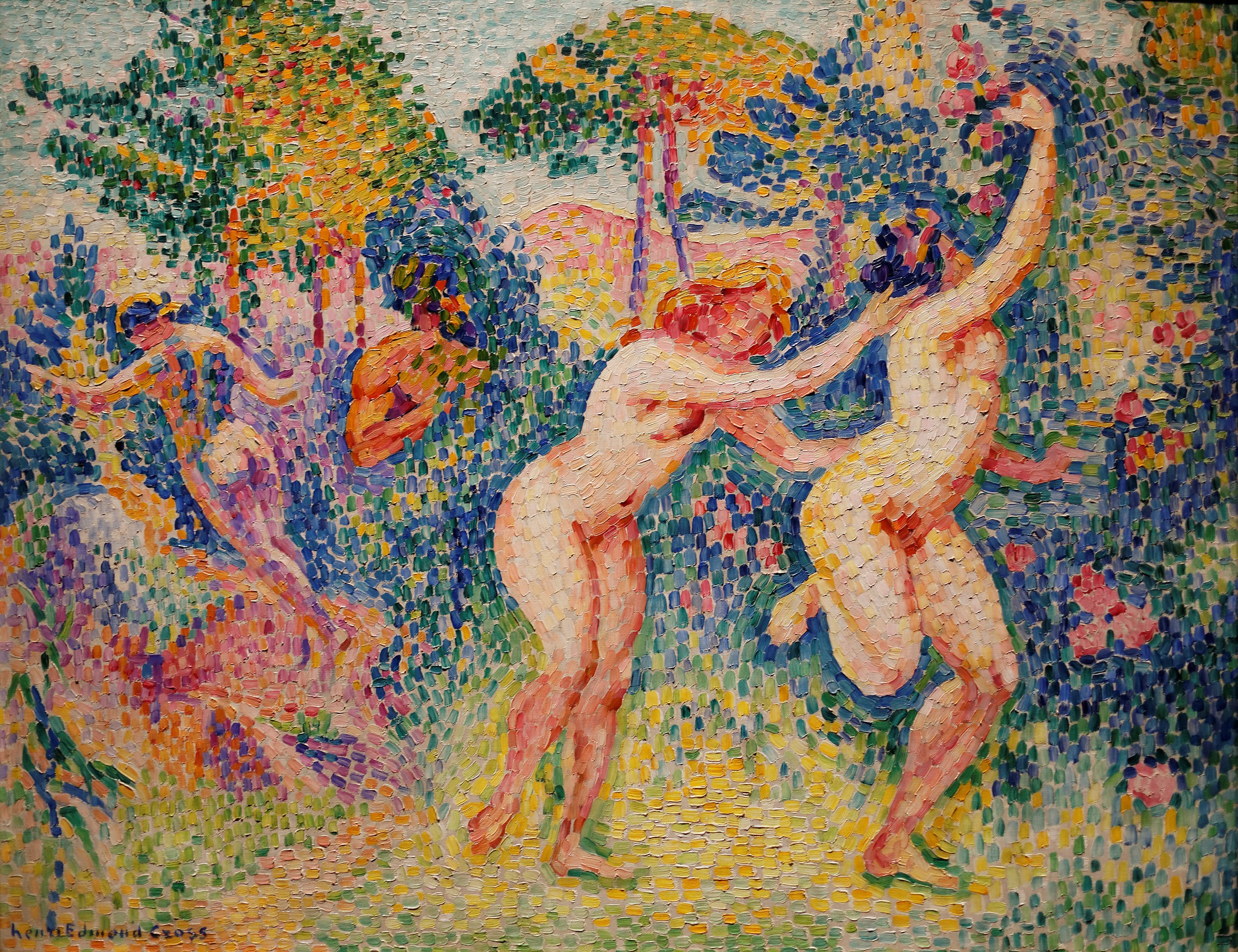
La fuite des nymphes, c. 1906, Muzeul d'Orsay

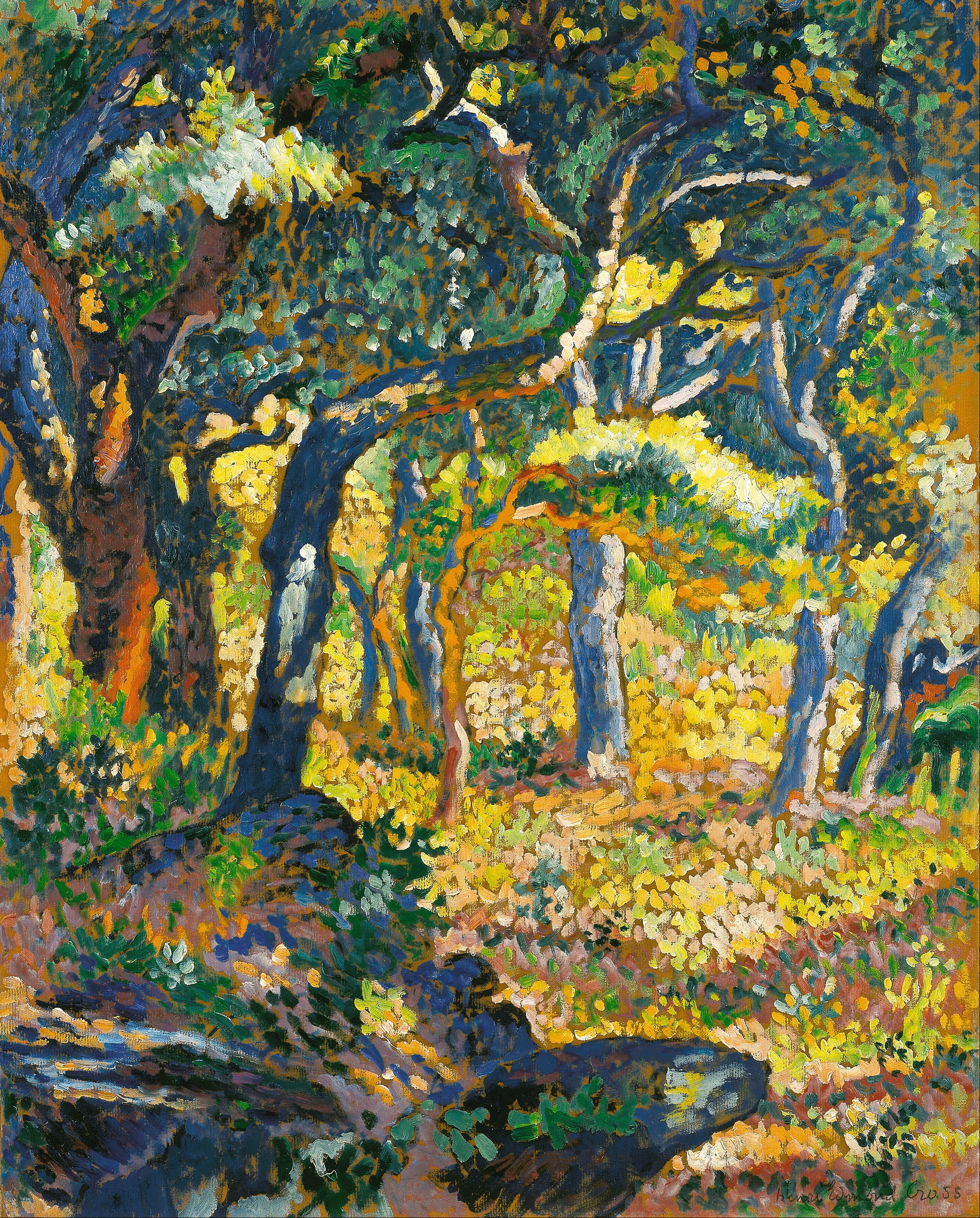
Une clarière en Provence (Étude), c. 1906

În 1905, Galerie Druet din Paris a organizat prima expoziție personală a lui Cross, care cuprindea treizeci de picturi și treizeci de acuarele. Expoziția a avut un mare succes, fiind aclamată de critici, iar majoritatea lucrărilor au fost vândute. Poetul simbolist belgian Emile Verhaeren, un susținător înfocat al neoimpresionismului în țara sa, a oferit prefața catalogului expoziției, scriind:
„„Aceste peisaje ... nu sunt doar pagini de o frumusețe pură, ci motive care întruchipează un sentiment liric al emoției. Armoniile lor bogate sunt satisfăcătoare pentru ochiul pictorului, iar viziunea lor somptuoasă și luxuriantă este o încântare pentru un poet. Cu toate acestea, această abundență nu ajunge niciodată în exces. Totul este ușor și fermecător...””

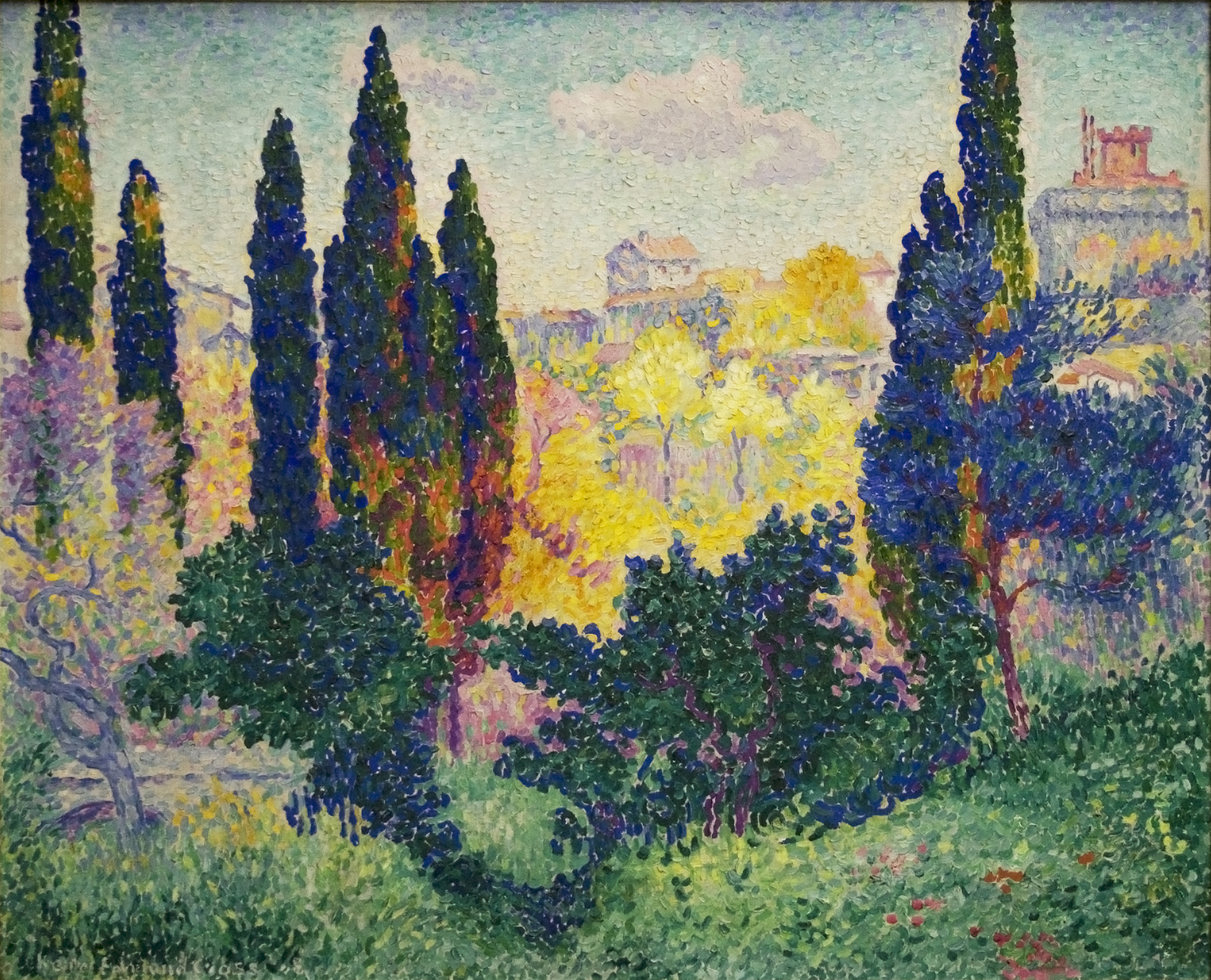
Chiparoși la Cagnes, 1908, Musée d'Orsay

La începutul anilor 1880, Cross a început să aibă probleme cu ochii, care s-au agravat în anii 1900. De asemenea, a suferit din ce în ce mai mult de artrită. Cel puțin în parte din cauza acestor probleme de sănătate care l-au chinuit ani de zile, volumul de lucrări al lui Cross este relativ mic. Cu toate acestea, în ultimii săi ani a fost productiv și foarte creativ, iar lucrările sale au fost prezentate în expoziții personale semnificative; a fost foarte apreciat de critici și s-a bucurat de succes comercial.
În 1909, Cross a fost tratat de cancer într-un spital din Paris. În ianuarie 1910 s-a întors la Saint-Clair, unde a murit de cancer cu doar patru zile înainte de a împlini 54 de ani, la 16 mai 1910. Mormântul său, în cimitirul Le Lavandou, prezintă un medalion de bronz pe care îl proiectase prietenul său Théo van Rysselberghe⁠(d). În iulie 1911, orașul natal al lui Cross, Douai, a organizat o expoziție retrospectivă a operei sale.

## Expoziții (selecție)

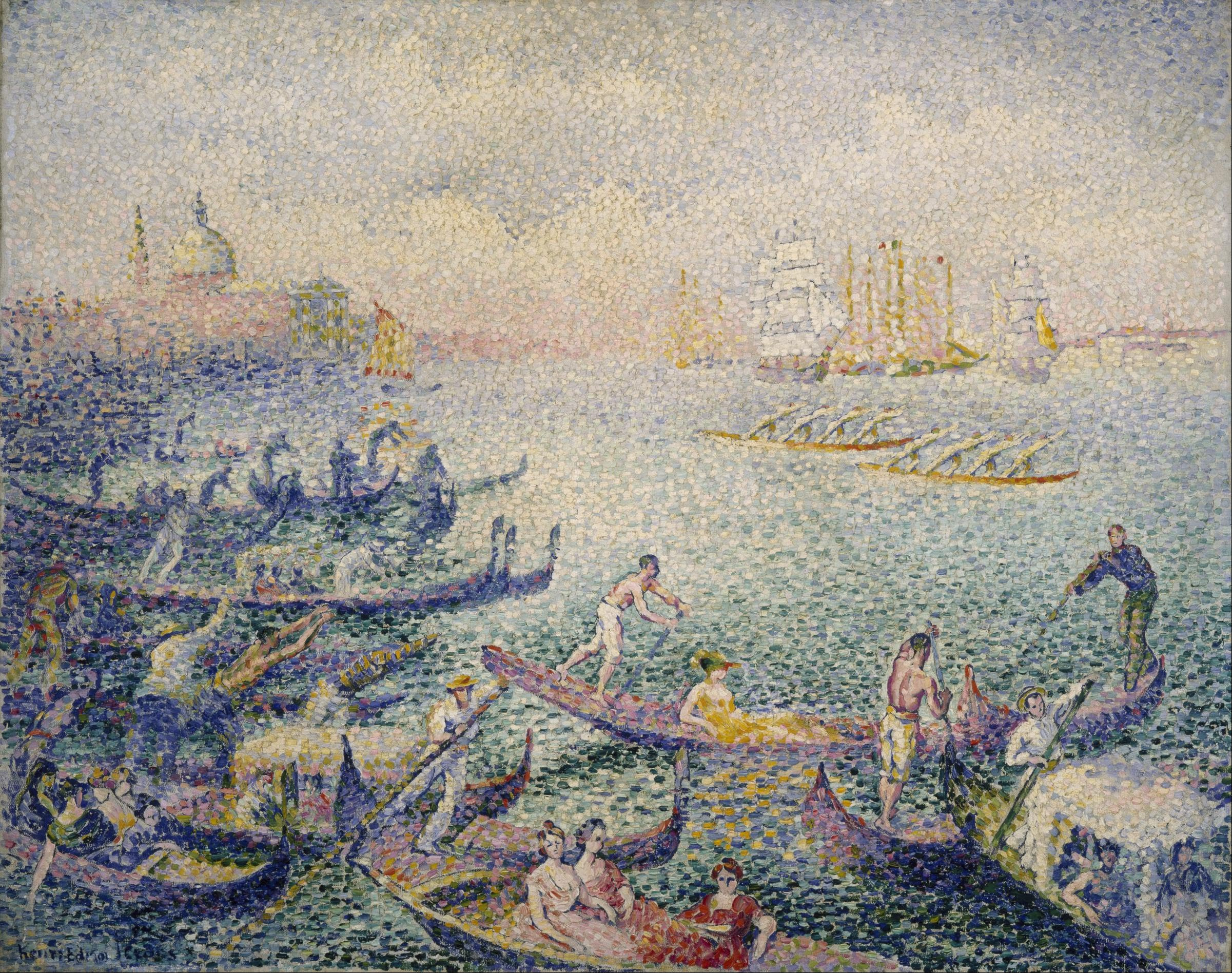
Regatta la Veneția, 1898/1908

Pe lângă expozițiile menționate mai sus, Cross a participat la multe altele. Octave Maus⁠(d) l-a invitat să își expună lucrările în cadrul mai multor expoziții anuale ale Les XX.  Cross a participat la expoziția Libre Esthétique din 1895 la invitația lui Maus și, de asemenea, la cele din 1897, 1901, 1904, 1908 și 1909. În 1898 a participat, alături de Paul Signac, Maximilien Luce și Théo van Rysselberghe, la prima expoziție neo-impresionistă din Germania, organizată de Harry Kessler la Keller und Reiner Gallery (Berlin). În 1907, Félix Fénéon a montat o retrospectivă Cross la Paris, la Galerie Bernheim-Jeune, cu Maurice Denis contribuind la prefața catalogului. Printre alte spații în care au avut loc expoziții Cross se numără L'Art Nouveau à Paris a lui Samuel Bing⁠(d), Galerie Durand-Ruel (Paris), Galerie Cassirer (Hamburg, Berlin), expoziția Toison d'or (Moscova), Aquarelle et pastel de Bernheim-Jeune și diverse altele, inclusiv galerii din Paris, Dresda, Weimar și München.

## Galerie

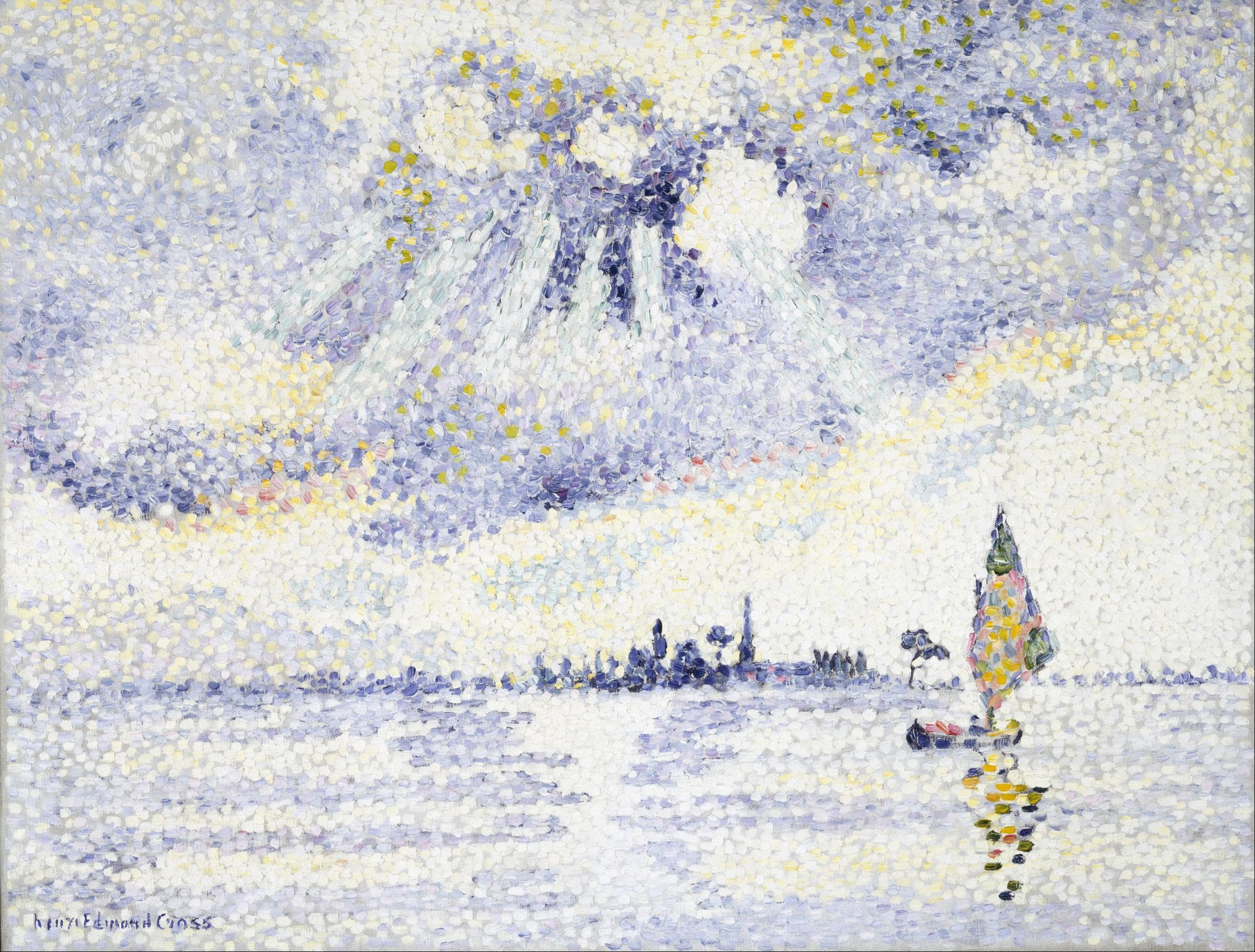
Apus de soare pe lagună, Veneția 1898–1893
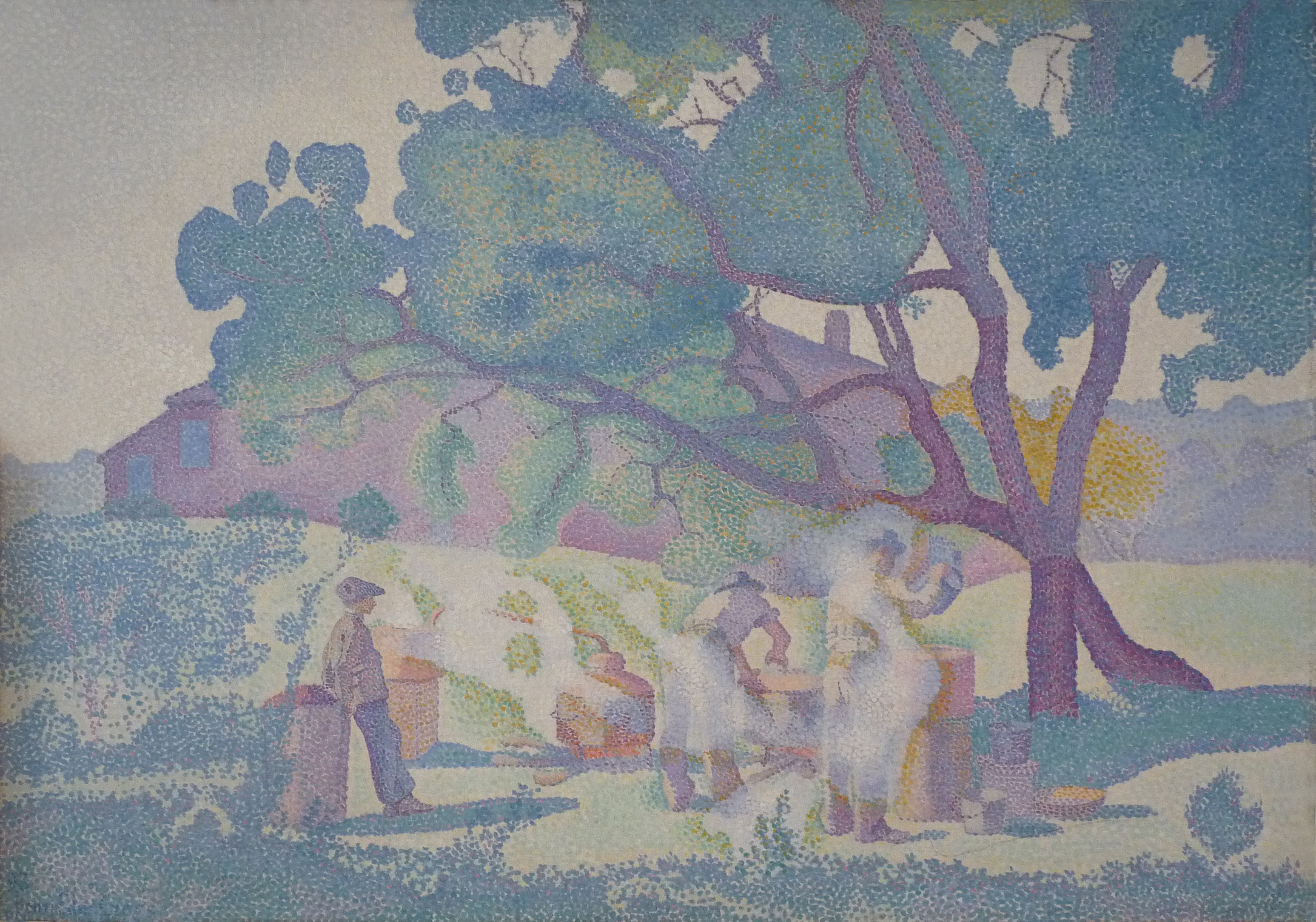
La Ferme, matinal, 1893
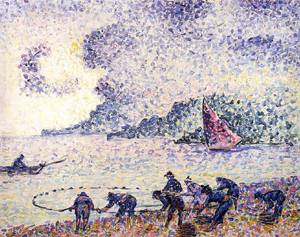
Pescar, 1895
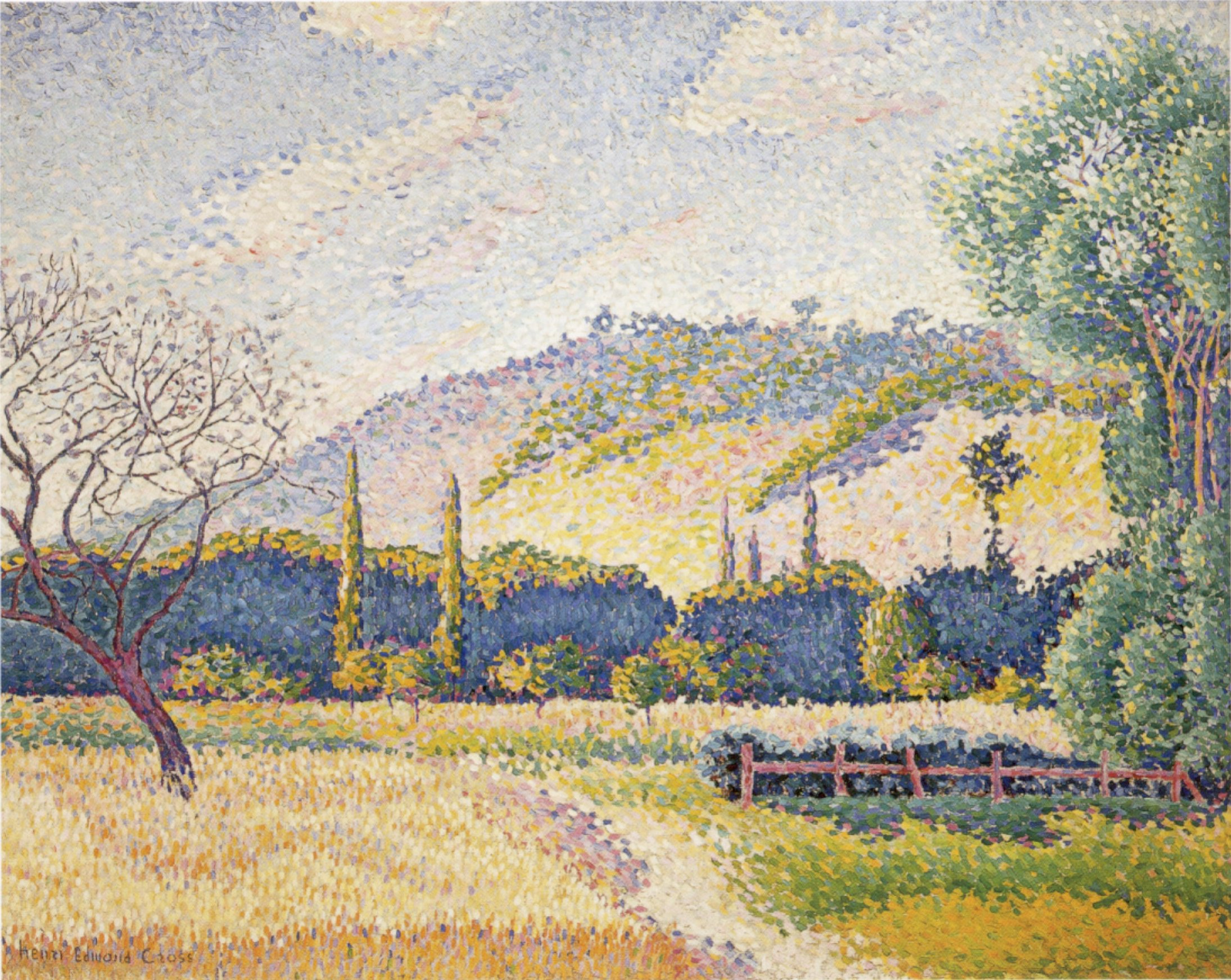
Peisaj, c. 1896–1899
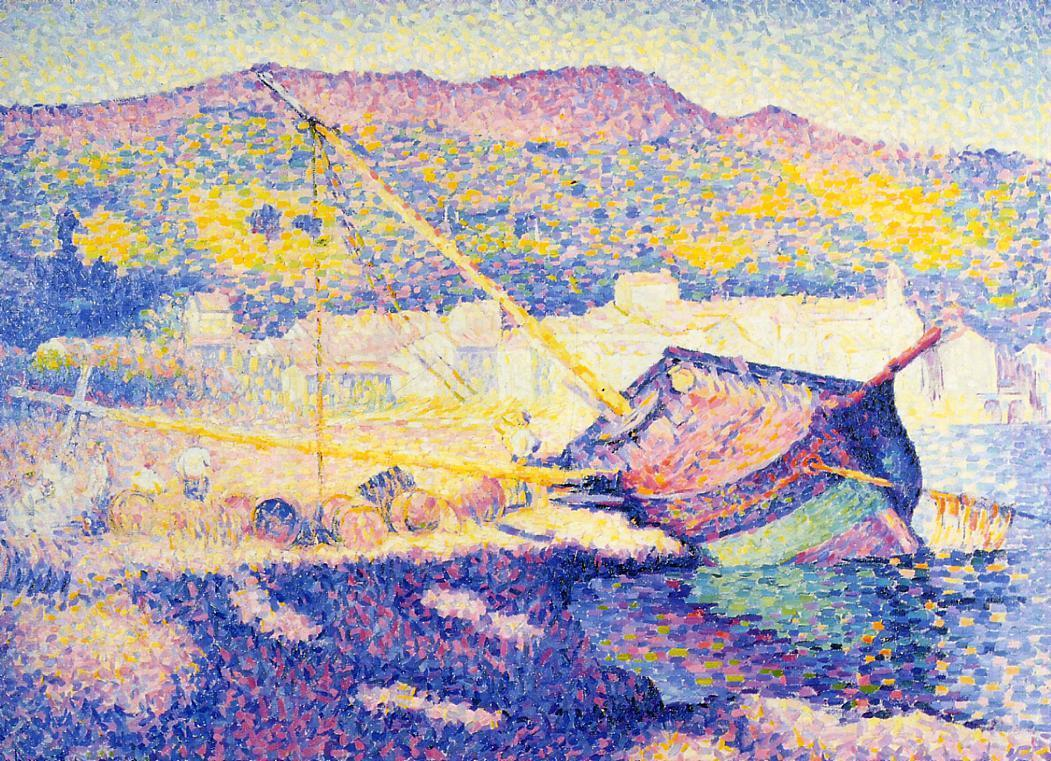
La barque bleue, 1899
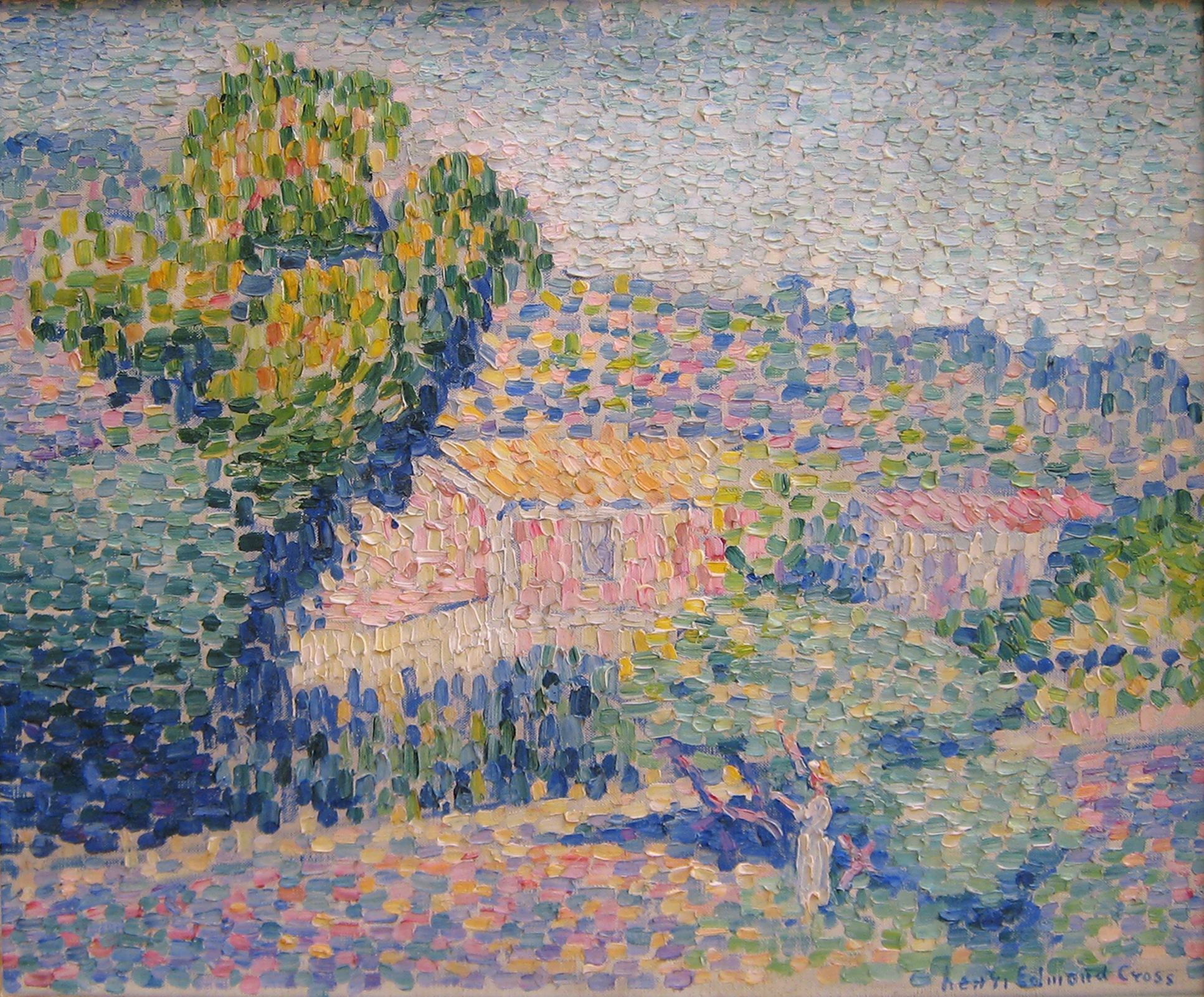
La maison rose, c. 1901–1905
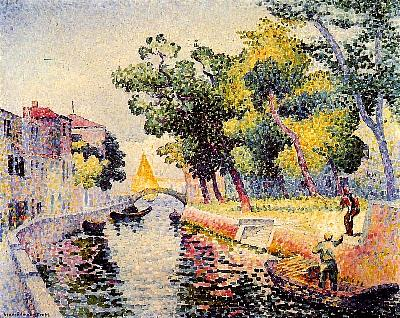
Ponte San Trovaso, 1902–1905
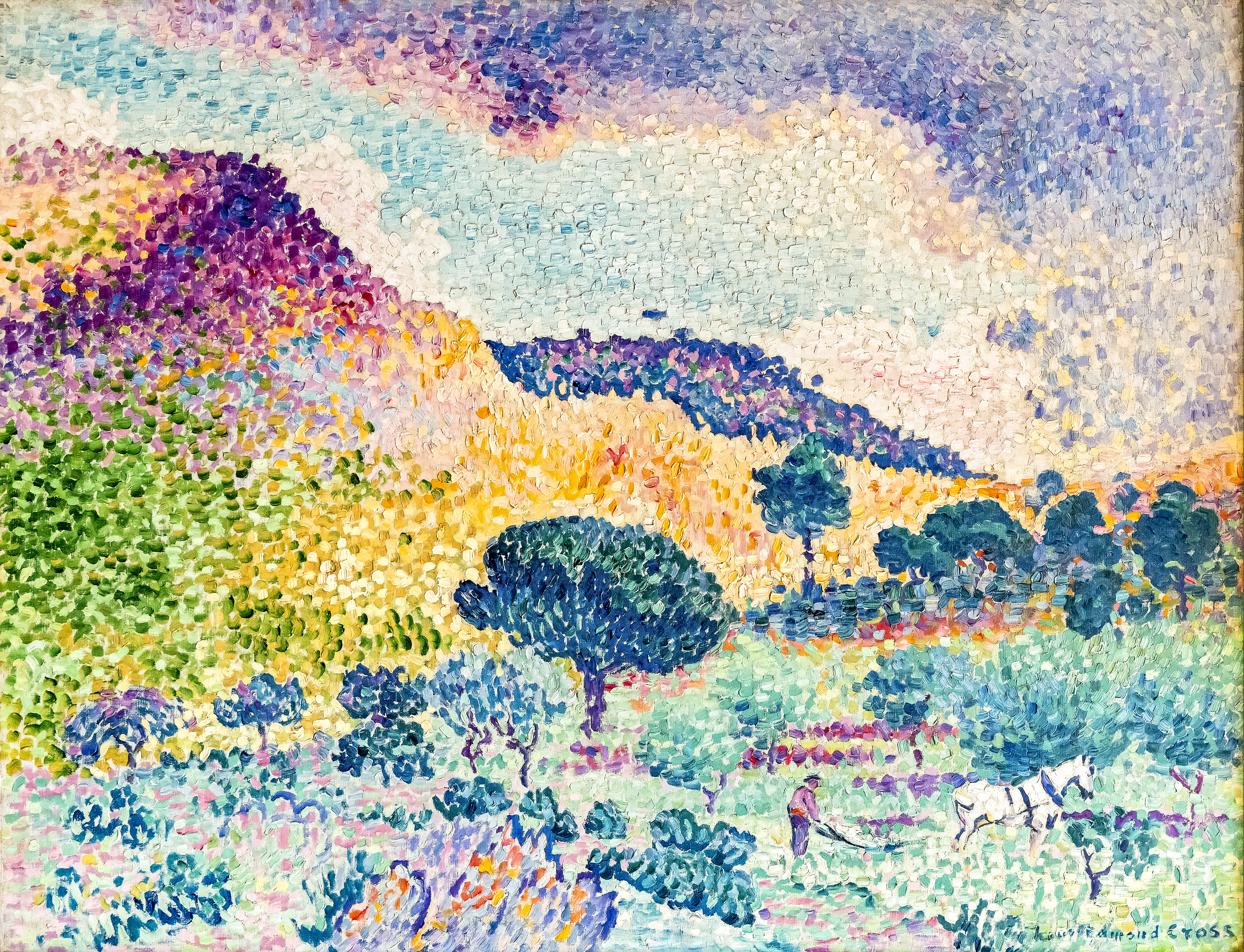
La Chaîne des Maures, 1906–1907
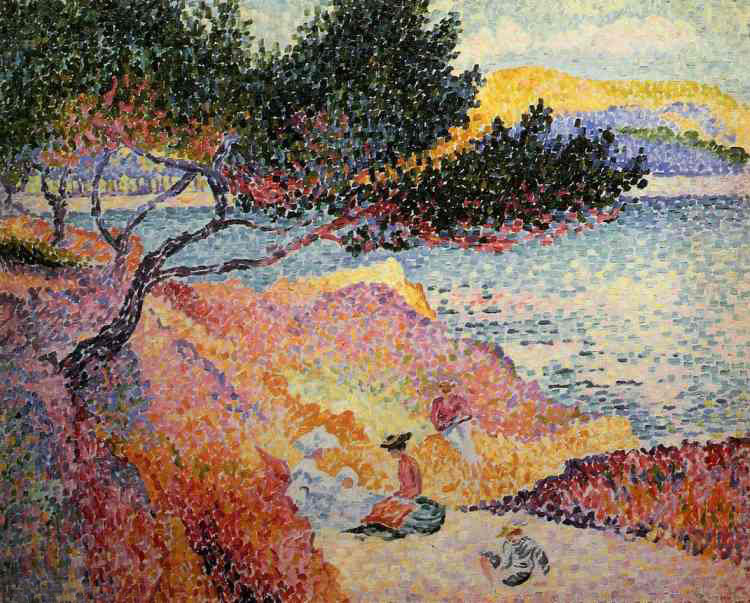
La baie à Cavalière, 1906–1907
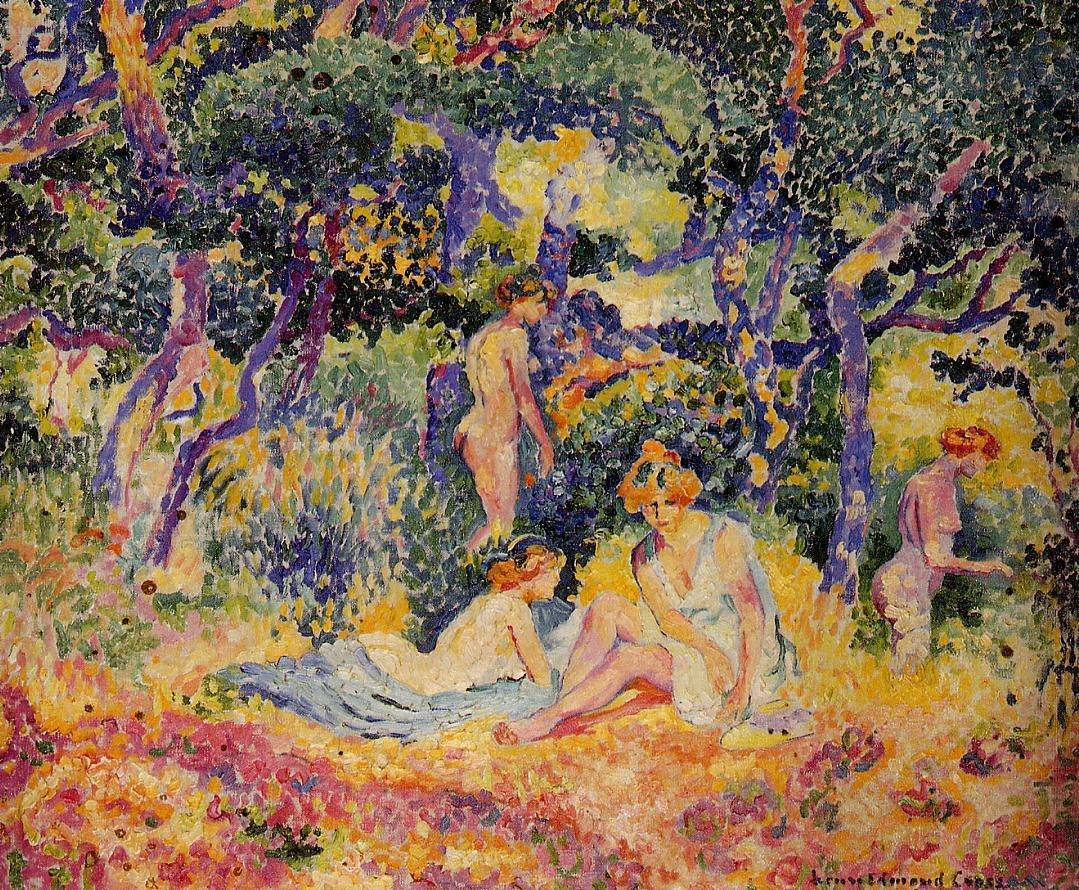
Le Bois, 1906–1907
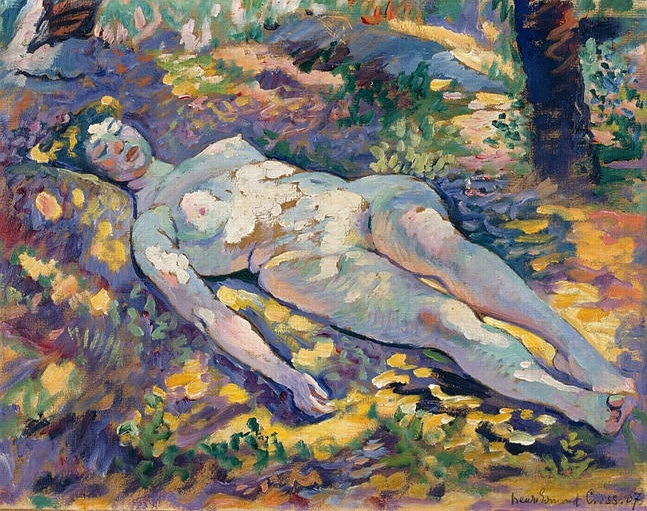
Dormeuse nue dans la clairière, 1907
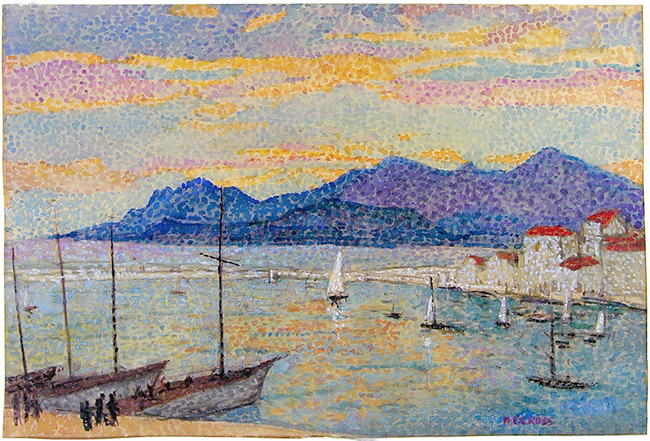
Hafenszene, prin 1910